# سوسناري سفلي (بجستان)
سوسناري سفلی (بالفارسية: سوسناری سفلی) هي قرية تقع في إيران في قسم بجستان الريفي.